# Shapwick, Dorset
Shapwick är en by och civil parish  i Dorset i England. Orten har 199 invånare (2011). Byn nämndes i Domedagsboken (Domesday Book) år 1086, och kallades då Scapewic.